# Збірна Словаччини з футболу
Збірна Словаччини з футболу — представник Словацької Республіки на міжнародних футбольних турнірах, зокрема Чемпіонат Європи та Кубок Світу, а також в товариських матчах. Виникла після розпаду Чехословацького футбольного союзу в 1994 році. З того часу — постійний учасник всіх відбіркових турнірів до чемпіонатів світу та Європи.
Станом на 28 листопада 2024 посідає 41-e місце у рейтингу футбольних збірних світу.

## Історія
Перший офіційний матч збірної Словаччини було зіграно в Братиславі проти збірної Німеччини 27 серпня 1939, який закінчився перемогою господарів 2-0. Після Другої світової війни, національна збірна була включена в команду Чехословаччини, і, протягом п'ятдесяти з лишком років, Словаччина не проводила власні матчі. В цей період вони відправляли гравців у Чехословацьку збірну. Зокрема, більшість команди, яка виграла чемпіонат Європи 1976, були вихідцями із Словаччини.
Перший офіційний міжнародний матч збірної Словаччини після здобуття незалежності було проведено в Дубаї проти збірної Об'єднаних Арабських Еміратів 2 лютого 1994 року. Він закінчився перемогою гостей 1-0. Перший домашній матч збірної завершився поразкою 1-4 від збірної Хорватії в Братиславі 20 квітня 1994 року.
Збірна Словаччини (як незалежної держави) вперше виступала в кваліфікації до Євро-1996, але посіла третє місце у своїй відбірковій групі, поступившись збірним Румунії та Франції, перегравши по два рази збірні Польщі, Ізраїлю та  Азербайджану.

#### Євро 2016
У Франції підопічні Яна Козака потрапили в групу з Англією, Росією та Вельсом. Словаки зайняли 3-є місце і вийшли з групи в ⅛ де поступилися Німеччині з рахунком 0:3.

#### Євро 2020
На наступній континентальній першості, проведення якої було перенесено на 2021 рік, словаки стартували з перемоги над збірною Польщі (2:1), після чого мінімально (з рахунком 0:1) поступилися шведам. Для продовження боротьби на турнірі їм було достатньо нічиєї у грі проти збірної Іспанії у заключному колі групового етапу, проте вони розгромно програли 0:5 і завершили виступи на турнірі.

## Стадіон

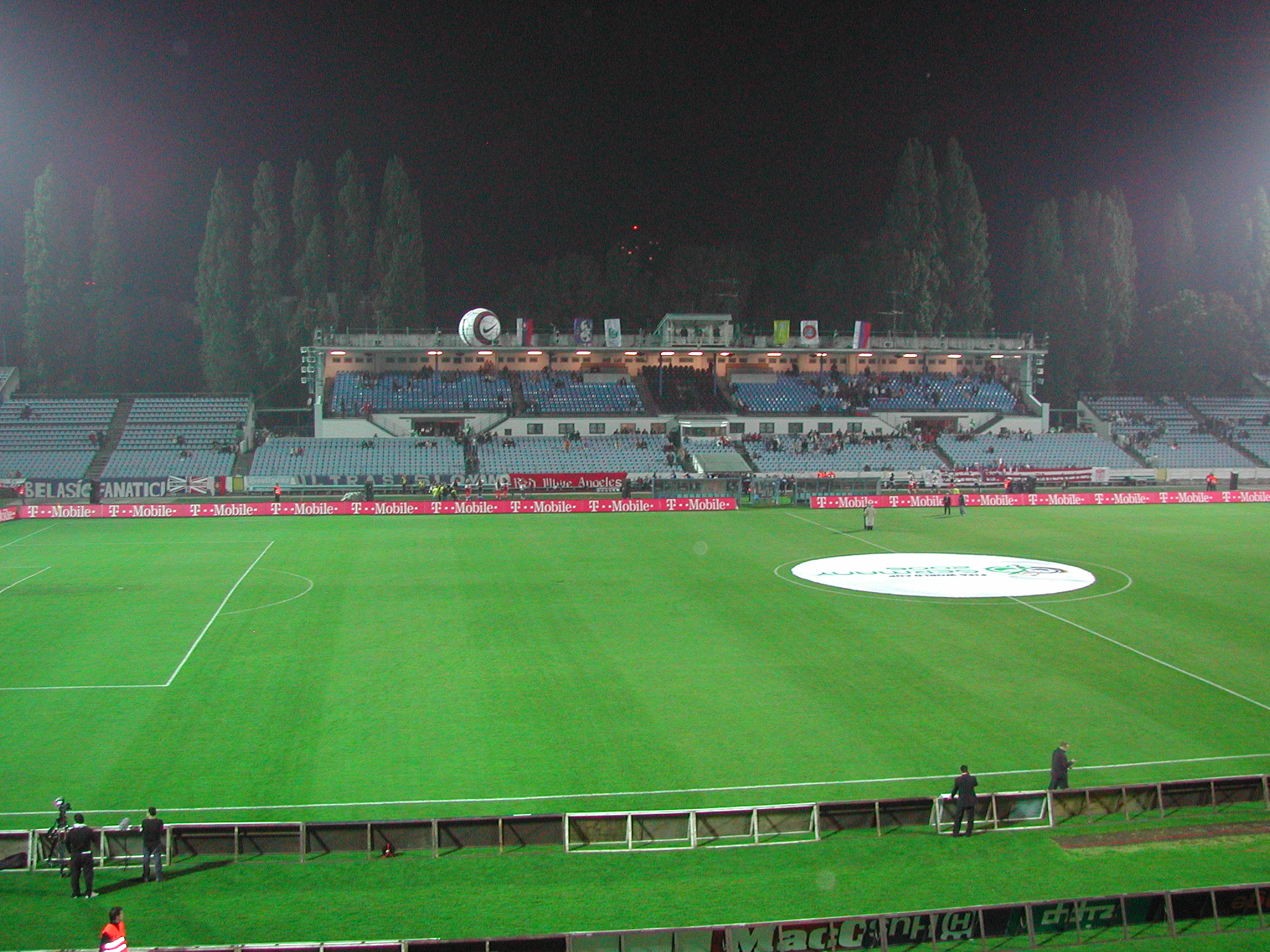
Стадіон «Тегельне поле»

Збірна, в основному, проводить свої матчі на стадіоні Тегельне поле в м. Братислава, який вміщає 30 тисяч глядачів і є ареною клубу Слован. Стадіон був відкритий 1940 році.
В свій час він також був однією з арен, збірна Чехословаччини проводила домашні поєдинки.
Словаччина інколи також використовує стадіони у містах Жиліна та Трнава.

## Гравці збірної

### Поточний склад
Наступні 26 гравців були оголошені у списку збірної для участі у Євро-2024.
Вік гравців наведено на день початку змагання (14 червня 2024 року), дані про кількість матчів і голів — на 17 травня 2024 року.
| №  | Поз. | Гравець                 | Дата народження (вік)            | Ігри | Голи | Клуб                 |
| -- | ---- | ----------------------- | -------------------------------- | ---- | ---- | -------------------- |
| 1  | ВР   | Мартін Дубравка         | 15 січня 1989 (вік 35 років)     | 42   | 0    | Ньюкасл Юнайтед      |
| 2  | ЗХ   | Петер Пекарик           | 30 жовтня 1986 (вік 37 років)    | 126  | 2    | Герта (Берлін)       |
| 3  | ЗХ   | Деніс Вавро             | 10 квітня 1996 (вік 28 років)    | 19   | 2    | Копенгаген           |
| 4  | ЗХ   | Адам Оберт              | 23 серпня 2002 (вік 21 рік)      | 4    | 0    | Кальярі              |
| 5  | ПЗ   | Томаш Ріго              | 3 липня 2002 (вік 21 рік)        | 1    | 1    | Банік (Острава)      |
| 6  | ЗХ   | Норберт Дьйомбер        | 3 липня 1992 (вік 31 рік)        | 39   | 0    | Салернітана          |
| 7  | НП   | Томаш Суслов            | 7 червня 2002 (вік 22 роки)      | 27   | 3    | Верона               |
| 8  | ПЗ   | Ондрей Дуда             | 5 грудня 1994 (вік 29 років)     | 71   | 13   | Верона               |
| 9  | НП   | Роберт Боженик          | 18 листопада 1999 (вік 24 роки)  | 39   | 6    | Боавішта (Порту)     |
| 10 | НП   | Любомир Тупта           | 27 березня 1998 (вік 26 років)   | 5    | 0    | Слован (Ліберець)    |
| 11 | ПЗ   | Ласло Бенеш             | 9 вересня 1997 (вік 26 років)    | 21   | 1    | Гамбург              |
| 12 | ВР   | Марек Родак             | 13 грудня 1996 (вік 27 років)    | 22   | 0    | Фулгем               |
| 13 | ПЗ   | Патрік Грошовський      | 22 квітня 1992 (вік 32 роки)     | 55   | 0    | Генк                 |
| 14 | ЗХ   | Мілан Шкриняр (капітан) | 11 лютого 1995 (вік 29 років)    | 67   | 3    | Парі Сен-Жермен      |
| 15 | ЗХ   | Вернон Де Марко         | 18 листопада 1992 (вік 31 рік)   | 9    | 1    | Хатта                |
| 16 | ЗХ   | Давід Ганцко            | 13 грудня 1997 (вік 26 років)    | 37   | 4    | Феєнорд              |
| 17 | НП   | Лукаш Гараслін          | 26 травня 1996 (вік 28 років)    | 35   | 6    | Спарта (Прага)       |
| 18 | НП   | Давид Стрелец           | 4 квітня 2001 (вік 23 роки)      | 18   | 3    | Слован (Братислава)  |
| 19 | ПЗ   | Юрай Куцка              | 26 лютого 1987 (вік 37 років)    | 106  | 13   | Слован (Братислава)  |
| 20 | НП   | Давид Дюриш             | 22 березня 1999 (вік 25 років)   | 12   | 1    | Асколі               |
| 21 | ПЗ   | Матуш Беро              | 6 вересня 1995 (вік 28 років)    | 29   | 1    | Бохум                |
| 22 | ПЗ   | Станіслав Лоботка       | 25 листопада 1994 (вік 29 років) | 54   | 4    | Наполі               |
| 23 | ВР   | Генріх Равас            | 16 серпня 1997 (вік 26 років)    | 0    | 0    | Нью-Інгленд Революшн |
| 24 | НП   | Лео Сауер               | 16 грудня 2005 (вік 18 років)    | 2    | 0    | Феєнорд              |
| 25 | ЗХ   | Себастьян Коша          | 13 вересня 2003 (вік 20 років)   | 1    | 0    | Спартак (Трнава)     |
| 26 | НП   | Іван Шранц              | 13 вересня 1993 (вік 30 років)   | 21   | 3    | Славія (Прага)       |

## Чемпіонат Європи

### 1960–1992
Не брала участі (входила до складу Чехословаччини)

### 1996 (кваліфікаційний раунд)
|             |    |   |   |   |    |    |    |
| Команда     | І  | В | Н | П | МЗ | МП | О  |
| Румунія     | 10 | 6 | 3 | 1 | 18 | 9  | 21 |
| Франція     | 10 | 5 | 5 | 0 | 22 | 2  | 20 |
| Словаччина  | 10 | 4 | 2 | 4 | 14 | 18 | 14 |
| Польща      | 10 | 3 | 4 | 3 | 14 | 12 | 13 |
| Ізраїль     | 10 | 3 | 3 | 4 | 13 | 13 | 12 |
| Азербайджан | 10 | 0 | 1 | 9 | 2  | 29 | 1  |
|             |    |   |   |   |    |    |    |

### 2000 (кваліфікаційний раунд)
|             |    |   |   |   |    |    |    |
| Команда     | І  | В | Н | П | МЗ | МП | О  |
| Румунія     | 10 | 7 | 3 | 0 | 25 | 3  | 24 |
| Португалія  | 10 | 7 | 2 | 1 | 32 | 4  | 23 |
| Словаччина  | 10 | 5 | 2 | 3 | 12 | 9  | 17 |
| Угорщина    | 10 | 3 | 3 | 4 | 14 | 10 | 12 |
| Азербайджан | 10 | 1 | 1 | 8 | 6  | 26 | 4  |
| Ліхтенштейн | 10 | 1 | 1 | 8 | 2  | 39 | 4  |
|             |    |   |   |   |    |    |    |

### 2004 (кваліфікаційний раунд)
|                    |   |   |   |   |    |    |    |
| Команда            | І | В | Н | П | МЗ | МП | О  |
| Англія             | 8 | 6 | 2 | 0 | 14 | 5  | 20 |
| Туреччина          | 8 | 6 | 1 | 1 | 17 | 5  | 19 |
| Словаччина         | 8 | 3 | 1 | 4 | 11 | 9  | 10 |
| Північна Македонія | 8 | 1 | 3 | 4 | 11 | 14 | 6  |
| Ліхтенштейн        | 8 | 0 | 1 | 7 | 2  | 22 | 1  |
|                    |   |   |   |   |    |    |    |

### 2008 (кваліфікаційний раунд)
| М  | Команда    | І  | В | Н | П  | МЗ | МП | РМ  | О  |
| -- | ---------- | -- | - | - | -- | -- | -- | --- | -- |
| 1. | Чехія      | 12 | 9 | 2 | 1  | 27 | 5  | +22 | 29 |
| 2. | Німеччина  | 12 | 8 | 3 | 1  | 35 | 7  | +28 | 27 |
| 3. | Ірландія   | 12 | 4 | 5 | 3  | 17 | 14 | +3  | 17 |
| 4. | Словаччина | 12 | 5 | 1 | 6  | 33 | 23 | +10 | 16 |
| 5. | Уельс      | 12 | 4 | 3 | 5  | 18 | 19 | −1  | 15 |
| 6. | Кіпр       | 12 | 4 | 2 | 6  | 17 | 24 | −7  | 14 |
| 7. | Сан-Марино | 12 | 0 | 0 | 12 | 2  | 57 | −55 | 0  |

### 2016 (кваліфікаційний раунд)
| М  | Команда            | І  | В | Н | П | МЗ | МП | РМ  | О  |
| -- | ------------------ | -- | - | - | - | -- | -- | --- | -- |
| 1. | Іспанія            | 10 | 9 | 0 | 1 | 23 | 3  | +20 | 27 |
| 2. | Словаччина         | 10 | 7 | 1 | 2 | 17 | 8  | +9  | 22 |
| 3. | Україна            | 10 | 6 | 1 | 3 | 14 | 4  | +10 | 19 |
| 4. | Білорусь           | 10 | 3 | 2 | 5 | 8  | 14 | −6  | 11 |
| 5. | Люксембург         | 10 | 1 | 1 | 8 | 6  | 27 | −21 | 4  |
| 6. | Північна Македонія | 10 | 1 | 1 | 8 | 6  | 18 | −12 | 4  |

Таким чином, збірна Словаччини вперше потрапила на Чемпіонат Європи з футболу.

### 2020 (кваліфікаційний раунд)
| Поз | Команда     | І | В | Н | П | ГЗ | ГП | РГ  | О  |  |
| --- | ----------- | - | - | - | - | -- | -- | --- | -- |  |
| 1   | Хорватія    | 8 | 5 | 2 | 1 | 17 | 7  | +10 | 17 |  |
| 2   | Уельс       | 8 | 4 | 2 | 2 | 10 | 6  | +4  | 14 |  |
| 3   | Словаччина  | 8 | 4 | 1 | 3 | 13 | 11 | +2  | 13 |  |
| 4   | Угорщина    | 8 | 4 | 0 | 4 | 8  | 11 | −3  | 12 |  |
| 5   | Азербайджан | 8 | 0 | 1 | 7 | 5  | 18 | −13 | 1  |  |

Словацька команда напряму не подолала кваліфікаційний раунд, проте згодом отримала путівку до фінальної частини Євро-2020 через плей-оф.

### 2020 (фінальний раунд)

#### Група E
| Поз | Команда     | І | В | Н | П | ГЗ | ГП | РГ | О | Кваліфікація       |
| --- | ----------- | - | - | - | - | -- | -- | -- | - | ------------------ |
| 1   | Швеція      | 3 | 2 | 1 | 0 | 4  | 2  | +2 | 7 | Вихід в 1/8 фіналу |
| 2   | Іспанія (H) | 3 | 1 | 2 | 0 | 6  | 1  | +5 | 5 | Вихід в 1/8 фіналу |
| 3   | Словаччина  | 3 | 1 | 0 | 2 | 2  | 7  | −5 | 3 |                    |
| 4   | Польща      | 3 | 0 | 1 | 2 | 4  | 6  | −2 | 1 |                    |

## Здобутки наКубках Світу

### 1930–1994
Не брала участі (входила до складу Чехословаччини)

### 1998
Не пройшла кваліфікацію, зайнявши 4 місце з 5 перемогами, 1 нічиєю і 4 поразками.

### 2002–2006
Не пройшла кваліфікацію

### 2010
Збірній команді Словаччини з футболу випало потрапити в доволі рівну з групу відбіркового європейського турніру й впевнено кваліфікуватися, зайнявши перше місце у  3 групі кваліфікаційного раунду, випередивши фаворитів — команди Польщі та Чехії й вперше пробитися до фінальної частини чемпіонату світу. Під час жеребкування фінальної стадії Кубка світу, футбольна збірна Словаччини потрапила в групу «F» з фаворитом — збірною Італії.

#### Кваліфікація
| М  | Команда           | І  | В | Н | П  | МЗ | МП | РМ  | О  |
| -- | ----------------- | -- | - | - | -- | -- | -- | --- | -- |
| 1. | Словаччина        | 10 | 7 | 1 | 2  | 22 | 10 | +12 | 22 |
| 2. | Словенія          | 10 | 6 | 2 | 2  | 18 | 4  | +14 | 20 |
| 3. | Чехія             | 10 | 4 | 4 | 2  | 17 | 6  | +11 | 16 |
| 4. | Північна Ірландія | 10 | 4 | 3 | 3  | 13 | 9  | +4  | 15 |
| 5. | Польща            | 10 | 3 | 2 | 5  | 19 | 14 | +5  | 11 |
| 6. | Сан-Марино        | 10 | 0 | 0 | 10 | 1  | 47 | −46 | 0  |

|                   | Чехія | Північна Ірландія | Польща     | Сан-Марино | Словаччина | Словенія   |
| ----------------- | ----- | ----------------- | ---------- | ---------- | ---------- | ---------- |
| Чехія             | —     | 14 Жов '09        | 10 Жов '09 | 9 Вер '09  | 1 — 2      | 1 — 0      |
| Північна Ірландія | 0 — 0 | —                 | 3 — 2      | 4 — 0      | 9 Вер '09  | 1 — 0      |
| Польща            | 2 — 1 | 1 — 1             | —          | 10 — 0     | 14 Жов '09 | 1 — 1      |
| Сан-Марино        | 0 — 3 | 0 — 3             | 0 — 2      | —          | 1 — 3      | 14 Жов '09 |
| Словаччина        | 2 — 2 | 2 — 1             | 2 — 1      | 7 — 0      | —          | 10 Жов '09 |
| Словенія          | 0 — 0 | 2 — 0             | 9 Вер '09  | 5 — 0      | 2 — 1      | —          |

#### Фінальна стадія
| М  | Команда         | І | В | Н | П | МЗ | МП | РМ | О |
| -- | --------------- | - | - | - | - | -- | -- | -- | - |
| 1. | Парагвай ·      | 3 | 1 | 2 | 0 | 3  | 1  | +2 | 5 |
| 2. | Словаччина ·    | 3 | 1 | 1 | 1 | 4  | 5  | −1 | 4 |
| 3. | Нова Зеландія · | 3 | 0 | 3 | 0 | 2  | 2  | 0  | 3 |
| 4. | Італія ·        | 3 | 0 | 2 | 1 | 4  | 5  | −1 | 2 |

## Статистичні дані збірної Словаччини

### Тренери
| Тренер                               | Період керівництва командою        | Ігори | Перемоги | Нічиї | Поразки | Забито голів | Пропущено голів | Різниця м'ячів | Здобуто очок | Кількість очок за гру |
| ------------------------------------ | ---------------------------------- | ----- | -------- | ----- | ------- | ------------ | --------------- | -------------- | ------------ | --------------------- |
| Йозеф Венґлош (Jozef Vengloš)        | 6 квітня 1993 — 15 червня 1995     | 16    | 5        | 4     | 7       | 21           | 30              | -9             | 19           | 1,19                  |
| Йозеф Янкех (Jozef Jankech)          | 7 липня 1995 — 23 жовтня 1998      | 34    | 18       | 6     | 10      | 51           | 33              | +18            | 60           | 1,76                  |
| Душан Радольський (Dušan Radolský)   | 23 жовтня 1998 — 10 листопада 1998 | 1     | 0        | 0     | 1       | 1            | 3               | -2             | 0            | 0,00                  |
| Душан Ґаліс (Dušan Galis)            | 1 січня 1999 — 23 лютого 1999      | -     | -        | -     | -       | -            | -               | -              | -            | -                     |
| Йозеф Адамець (Jozef Adamec)         | 26 лютого 1999 — 30 листопада 2001 | 34    | 13       | 11    | 10      | 38           | 31              | +7             | 50           | 1,47                  |
| Ладислав Юркемик (Ladislav Jurkemik) | 1 січня 2002 — 31 грудня 2003      | 19    | 6        | 5     | 8       | 27           | 26              | +1             | 23           | 1,21                  |
| Душан Ґаліс (Dušan Galis)            | 1 січня 2004 — 7 вересня 2006      | 31    | 12       | 12    | 7       | 53           | 36              | +17            | 48           | 1,55                  |
| Ян Коціан (Ján Kocian)               | 2 листопада 2006 — 25 червня 2008  | 17    | 3        | 5     | 9       | 30           | 28              | +2             | 14           | 0,82                  |
| Владімір Вайсс (Vladimír Weiss)      | 1 липня 2008 —30 січня 2012        | 14    | 7        | 2     | 5       | 30           | 21              | +9             | 23           | 1,64                  |
| Загалом                              | Загалом                            | 166   | 64       | 45    | 57      | 251          | 208             | +31            | 237          | 1,43                  |